# جوان موريس
جوان موريس (بالإنجليزية: Joan Morris)‏ هي مغنية أمريكية، ولدت في 10 فبراير 1943.

## وصلات خارجية
- جوان موريس على موقع الموسوعة البريطانية (الإنجليزية)
- جوان موريس على موقع ميوزك برينز (الإنجليزية)